# Les Vans
Les Vans település Franciaországban, Ardèche megyében. Lakosainak száma 2680 fő (2022. január 1.). Les Vans Les Assions, Banne, Berrias-et-Casteljau, Chambonas, Gravières, Malbosc, Bonnevaux és Malons-et-Elze községekkel határos.

## Népesség
A település népességének változása:
| Lakosok száma | 2034 | 2570 | 2668 | 2827 | 2720 | 2672 | 2672 | 2655 | 2653 | 2680 |
|               | 1968 | 1982 | 1990 | 2006 | 2013 | 2015 | 2017 | 2019 | 2020 | 2022 |